# Haucourt (Pas de Calais)
Haucourt és un municipi francès situat al departament del Pas de Calais i a la regió dels Alts de França. L'any 2007 tenia 224 habitants.

## Demografia

### Població
El 2007 la població de fet de Haucourt era de 224 persones. Hi havia 81 famílies de les quals 15 eren unipersonals (15 dones vivint soles i 15 dones vivint soles), 22 parelles sense fills, 33 parelles amb fills i 11 famílies monoparentals amb fills.
La població ha evolucionat segons el següent gràfic:
Habitants censats

### Habitatges
El 2007 hi havia 82 habitatges, 79 eren l'habitatge principal de la família i 3 estaven desocupats. 77 eren cases i 4 eren apartaments. Dels 79 habitatges principals, 66 estaven ocupats pels seus propietaris, 11 estaven llogats i ocupats pels llogaters i 2 estaven cedits a títol gratuït; 1 tenia dues cambres, 10 en tenien tres, 16 en tenien quatre i 52 en tenien cinc o més. 66 habitatges disposaven pel capbaix d'una plaça de pàrquing. A 30 habitatges hi havia un automòbil i a 40 n'hi havia dos o més.

### Piràmide de població
La piràmide de població per edats i sexe el 2009 era:
| Homes | Edats   | Dones |
| ----- | ------- | ----- |
| 0     | 95 o +  | 0     |
| 0     | 90 a 94 | 0     |
| 8     | 85 a 89 | 0     |
| 0     | 80 a 84 | 4     |
| 0     | 75 a 79 | 8     |
| 8     | 70 a 74 | 0     |
| 4     | 65 a 69 | 8     |
| 0     | 60 a 64 | 4     |
| 4     | 55 a 59 | 0     |
| 8     | 50 a 54 | 4     |
| 8     | 45 a 49 | 8     |
| 12    | 40 a 44 | 4     |
| 12    | 35 a 39 | 8     |
| 16    | 30 a 34 | 16    |
| 4     | 25 a 29 | 4     |
| 8     | 20 a 24 | 4     |
| 12    | 15 a 19 | 12    |
| 8     | 10 a 14 | 8     |
| 4     | 5 a 9   | 16    |
| 4     | 0 a 4   | 20    |

## Economia
El 2007 la població en edat de treballar era de 145 persones, 103 eren actives i 42 eren inactives. De les 103 persones actives 91 estaven ocupades (52 homes i 39 dones) i 12 estaven aturades (5 homes i 7 dones). De les 42 persones inactives 14 estaven jubilades, 15 estaven estudiant i 13 estaven classificades com a «altres inactius».

### Ingressos
El 2009 a Haucourt hi havia 84 unitats fiscals que integraven 239 persones, la mediana anual d'ingressos fiscals per persona era de 16.741 €.

### Activitats econòmiques
Dels 2 establiments que hi havia el 2007, 1 era d'una empresa de construcció i 1 d'una empresa de serveis.
L'únic servei als particulars que hi havia el 2009 era un paleta.
L'any 2000 a Haucourt hi havia 10 explotacions agrícoles.

## Equipaments sanitaris i escolars
El 2009 hi havia una escola elemental integrada dins d'un grup escolar amb les comunes properes formant una escola dispersa.

## Poblacions més properes
El següent diagrama mostra les poblacions més properes.